# Ellen Russe
Ellen Russe, pseudoniem van Lilian Geraldine Vandervelden-Vijgh, (Zoeterwoude, 4 mei 1889 – Bloemendaal, 9 september 1942) was een Nederlands actrice en schrijfster.
Ze was dochter van notaris Adolf Vijgh en Annie Geraldine Vijgh. Ze huwde in eerste instantie met militair Jean Paul Joseph Gérard van Blarkom, scheidde en huwde vervolgens toneelschrijver Jos Vandervelden. Ze werd begraven op het Sint Adelbertuskerkhof te Bloemendaal, waarbij de consul van Italië aanwezig was. Haar pseudoniem is samengesteld uit Ellen, de eerste rol die zij speelde en Russen (Brussel zonder de randletters). Ze was lid van de Derde orde van Sint Franciscus.
Ze kreeg haar opleiding aan de plaatselijke Hogere Burgerschool. Daarna leek het erop dat ze de muziekwereld in wilde stappen. Zij bezocht de Muziekschool der Maatschappij tot Bevordering der Toonkunst en trad later toe tot het leerlingencorps van Arthur De Greef aan het Koninklijk Conservatorium Brussel voor piano, viool en muziekgeschiedenis. Ze werd echter vooral bekend als declamator. Toch bracht ze het tot een optreden als pianiste met het Utrechts Stedelijk Orkest onder leiding van Wouter Hutschenruyter. Als actrice was ze enige tijd verbonden aan de Hagespelers van Eduard Verkade (hij zou haar haar artiestennaam hebben gegeven), alwaar haar man letterkundig adviseur was. Ze besprak van 1929 tot en met 1940 literatuur voor KRO-radio (Vrouwenuurtje), daarin sprak Albertine Schelfhout-van der Meulen de luisteraars toe als radiomoeder. In 1935 mocht ze samen met haar man op audiëntie bij Benito Mussolini. Ze was destijds (nog) aanhangster van diens gedachtegoed.
Tegelijkertijd kwamen er artikelen van haar hand in diverse bladen, zoals bijvoorbeeld voor De Tijd, De katholieke illustratie en Boekenschouw. Ook werden van haar enkele romans uitgegeven (De klokkenmaker van Venetië (1931), De heirbaan (1932), Moederland (1934, in Italië uitgegeven onder Terra Madre), Lofzang der Aarde (1935) en De keus (1941)), welke matig ontvangen werden. Ze vertaalde ook werken van de Italiaanse auteurs, zoals Giovanni Papini. Ze was betrokken bij de promotie van Italiaanse literatuur (Vereniging Dante Alighieri) en schreef voor de Katholieke Encyclopaedie artikelen over Italiaanse letterkunde. De liefhebberij voor alles wat met Italië te maken had, zette zij in haar huwelijks voort. Voorts gaf ze lezingen aan de Volksuniversiteit Rotterdam.
- Biografisch Portaal: 20803836
- Digitale Bibliotheek voor de Nederlandse Letteren: russ001
- International Standard Name Identifier: 0000 0004 3362 6384
- Nederlandse Thesaurus van Auteursnamen: 070837201
- Trove: 1508718
- Virtual International Authority File: 286777266
- WorldCat: E39PBJwxPtg7qrKPMQh4KTx4bd